# Violetter Feuerfalter

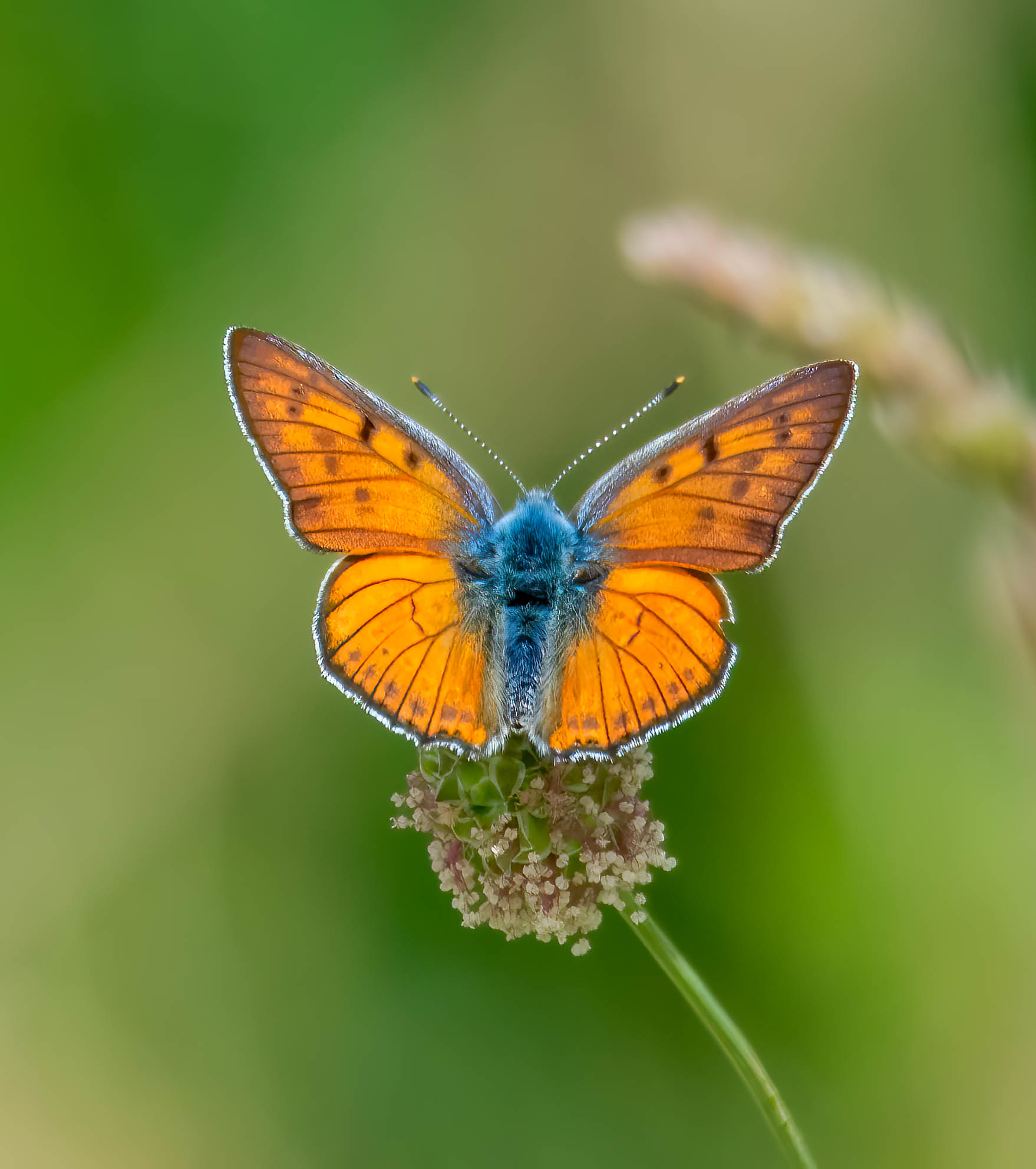
Violetter Feuerfalter (Lycaena alciphron), Flügel-Oberseite

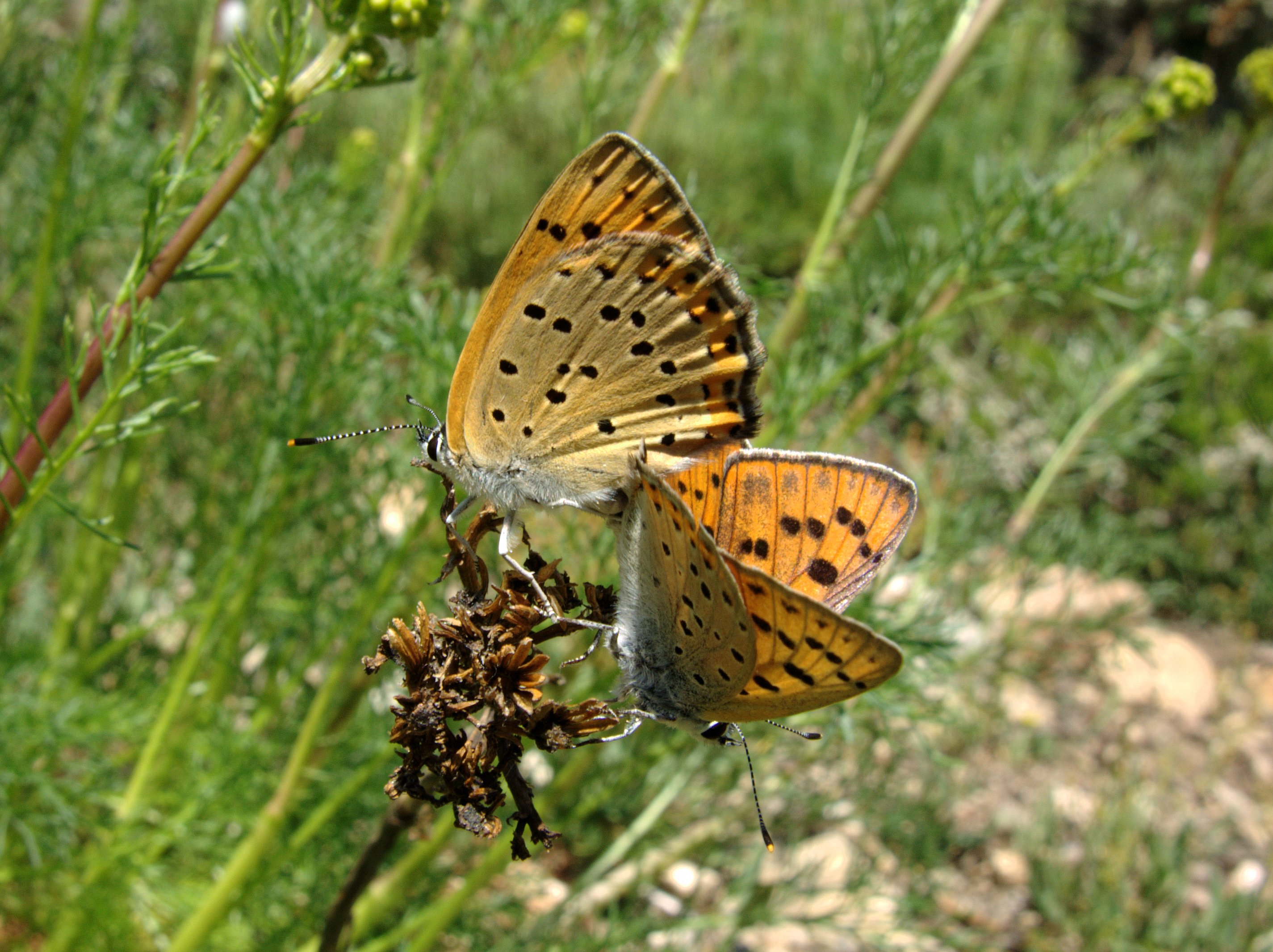
Paarung

Der Violette Feuerfalter (Lycaena alciphron) ist ein Schmetterling (Tagfalter) aus der Familie der Bläulinge (Lycaenidae).

## Merkmale
Die Art zeigt einen ausgeprägten Sexualdichroismus. Die Flügeloberseiten sind rotgold gefärbt und mit schwarzen Flecken versehen. Die männlichen Falter schillern violett. Die Weibchen sind oberseits braun gefärbt und ebenfalls mit schwarzen Flecken gezeichnet. Am Hinterflügel sind orange Submarginalflecke vorhanden.

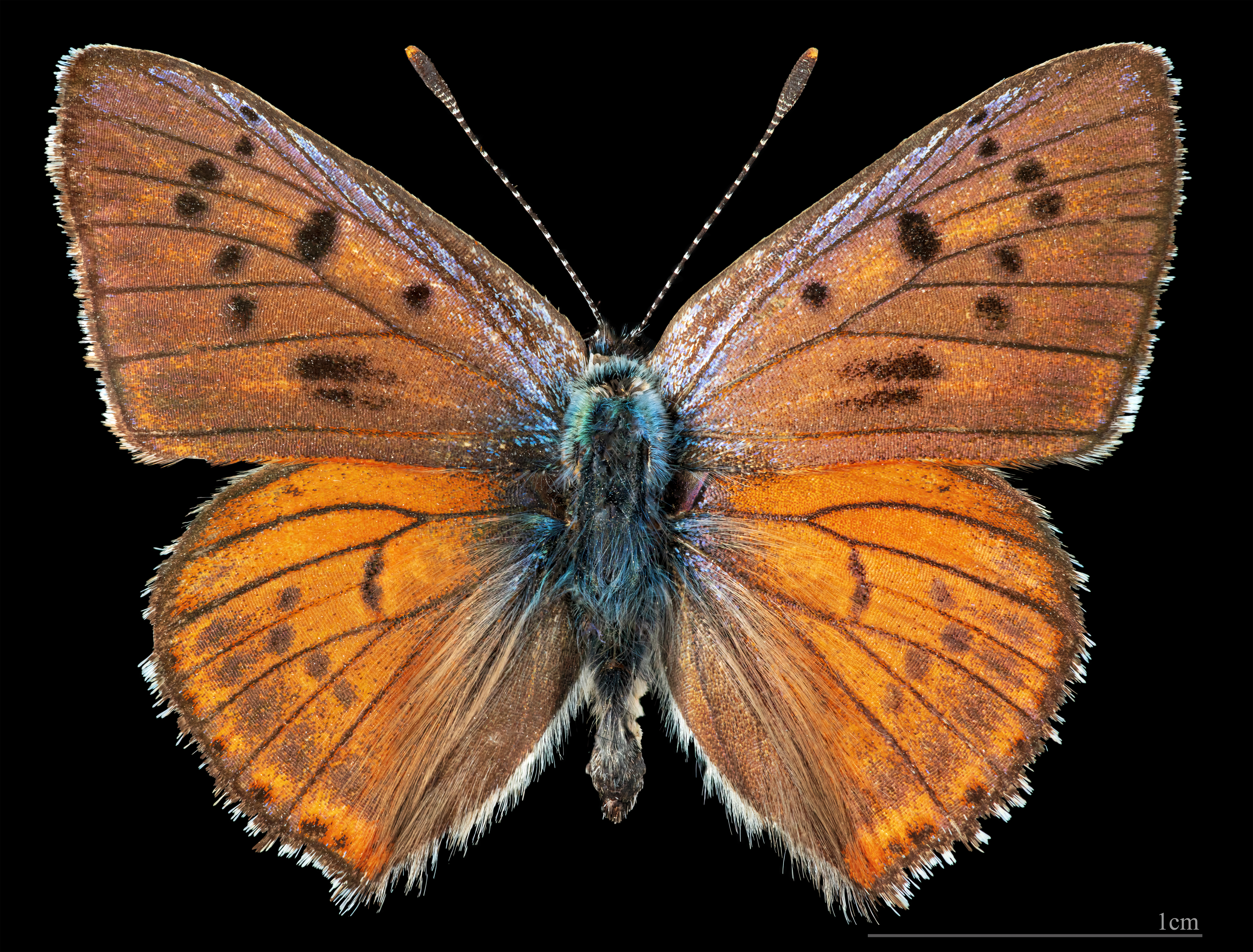
Lycaena alciphron ♂
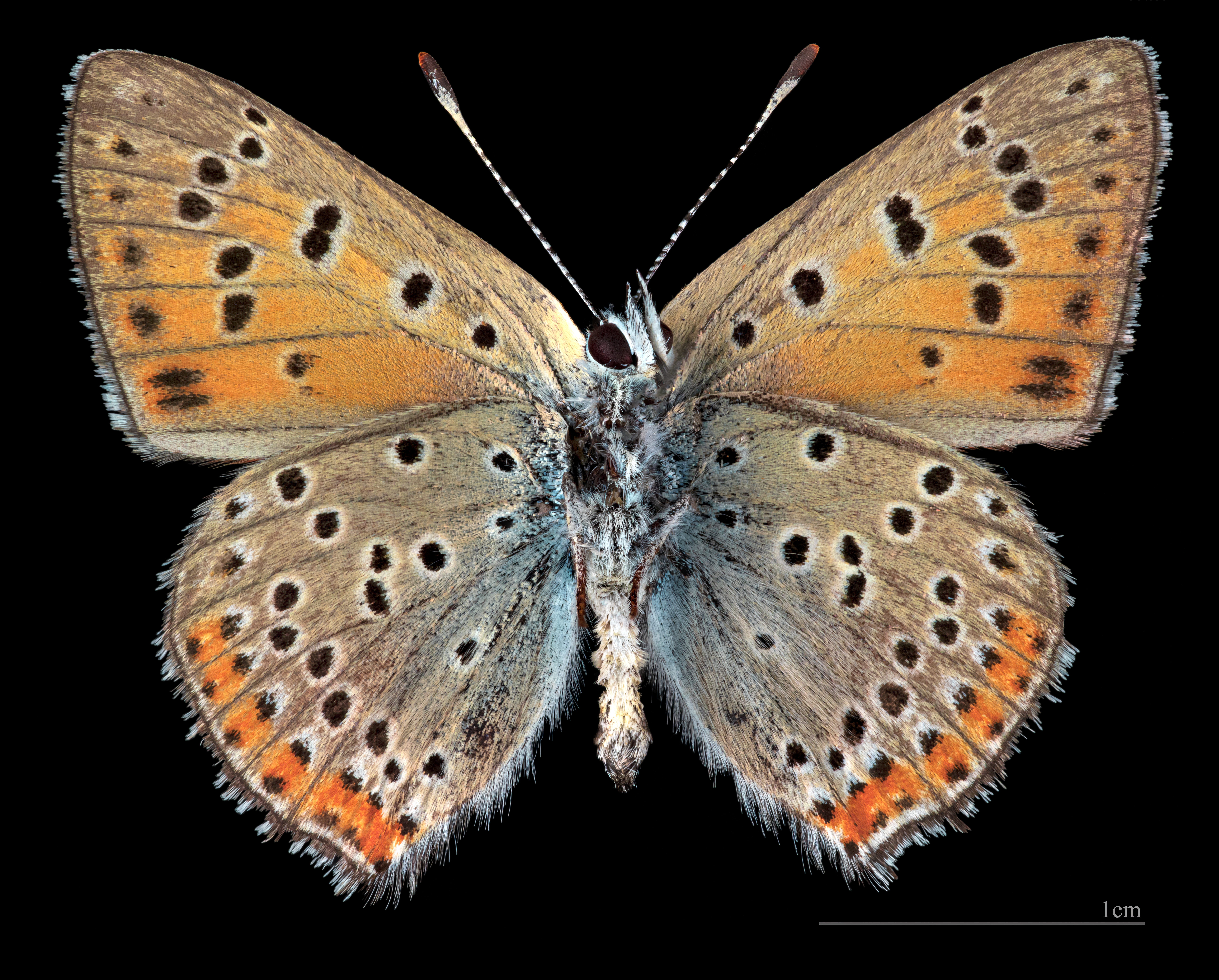
Lycaena alciphron ♂   △

## Verbreitung
Der Violette Feuerfalter ist lokal und sporadisch in Europa, Marokko und der Türkei in Höhen zwischen 500 und 900 Metern verbreitet. In Deutschland ist er an den meisten Fundorten selten geworden.
Lycaena alciphron ssp. alciphron besiedelt in Deutschland Mittelgebirge und tiefere Lagen mit kontinental getöntem Klima. In den Mittelgebirgen findet die Eiablage und Entwicklung des Falters vorwiegend in trockenen, mageren und lückig bewachsenen Offenlandbiotopen statt. Typische Lebensräume sind bodensaure Magerrasen, Bergwiesen und Heiden. Im Tiefland sind die Lebensräume des Falters und seiner Entwicklungsstadien magere Ruderalfluren, Sandtrockenrasen, aber auch frische Wiesen, die arten- bzw. blütenreich sind.

## Biologie
Die Raupe von L. alciphron ssp. alciphron ist vorwiegend nachtaktiv und frisst an Wiesen-Sauerampfer (Rumex acetosa), Kleinem Sauerampfer (Rumex acetosella) und Straußblütigen Sauerampfer (Rumex thyrsiflorus). Die Falter saugen an zahlreichen Nektarpflanzen, wie z. B. Thymianen, an weißblühenden Schirmblütlern wie Giersch, an Magerwiesen-Margerite (Leucanthemum vulgare), Brombeerblüten (Rubus), Disteln (Cirsium), Acker-Witwenblume (Knautia arvensis) und Dost (Origanum vulgare).
Lycaena alciphron ssp. alciphron fliegt in einer Generation von Juni bis Juli. In den Küstengebieten von Südfrankreich kann der Falter bereits ab April beobachtet werden. Lycaena alciphron ssp. gordius fliegt in einer Generation von Ende Juni bis Ende August

## Systematik
- Lycaena alciphron ssp. alciphron Rottemburg, 1775. Berlin, Deutschland
- Lycaena alciphron ssp. melibaeus Staudinger, 1879. Griechenland. Fotos: (1)
- Lycaena alciphron ssp. gordius Sulzer, 1776. Kanton Graubünden, Schweiz.
- Lycaena alciphron ssp. heracleana Blachier, 1908. Hoher Atlas, Marokko. Fotos: (4)

In Mitteleuropa leben zwei verschiedene Unterarten. Lycaena alciphron ssp. alciphron fliegt im Elsass, in Deutschland und weiter nach Osten. Lycaena alciphron ssp. gordius fliegt in den südlichen Schweizer Alpen und weiter nach Süden und Südwesten.

## Gefährdung und Schutz
- Rote Liste Deutschland: 2 (stark gefährdet).[5]